# Martin Zeitz

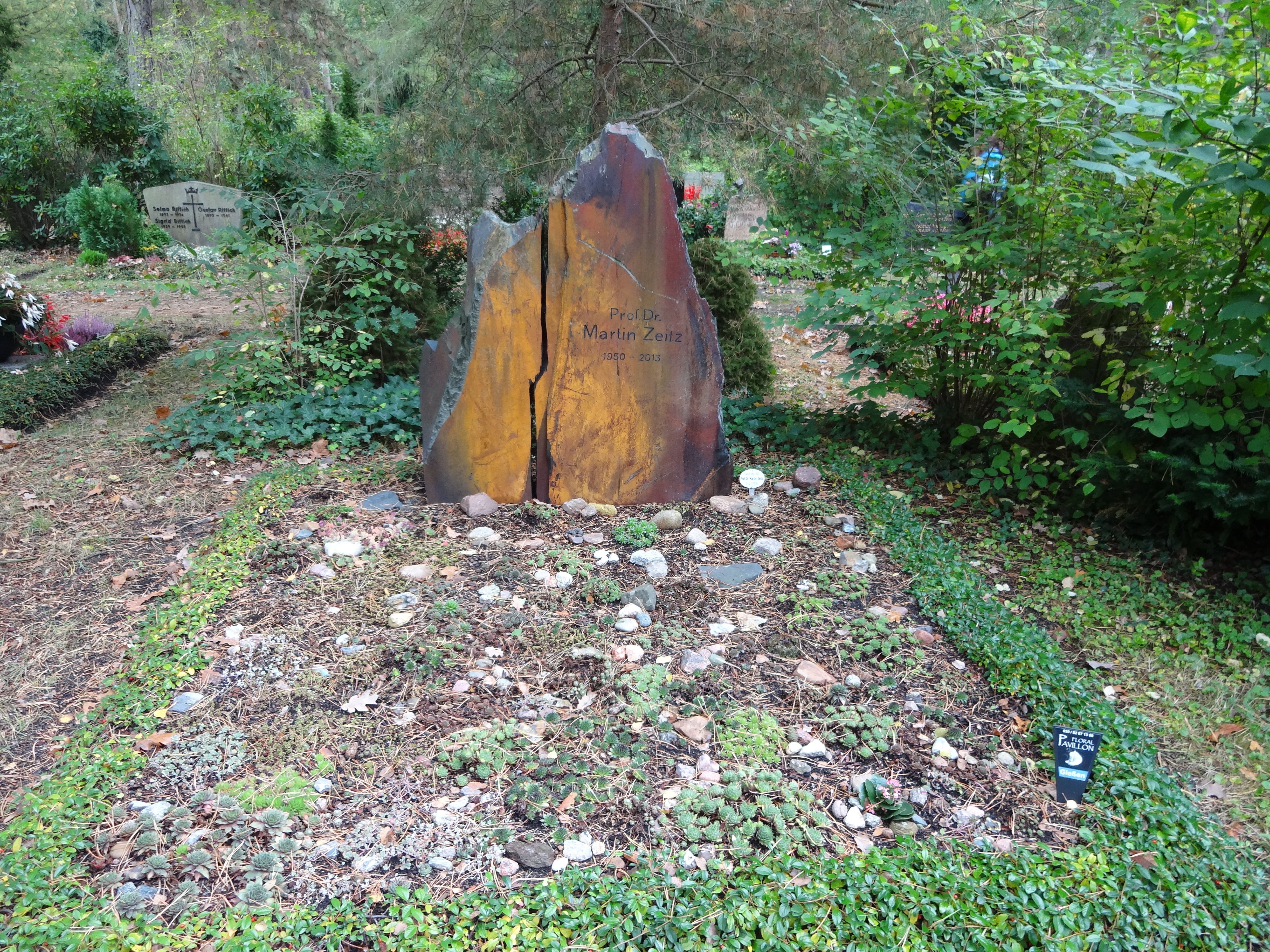
Grabstätte von Martin Zeitz auf dem Waldfriedhof Zehlendorf

Martin Zeitz (* 4. Januar 1950 in Driedorf; † 26. November 2013 in Hamburg) war ein deutscher Mediziner.

## Leben und Wirken
Martin Zeitz studierte zunächst Mathematik und Physik an der Universität Marburg und von 1969 bis 1975 Medizin an der Freien Universität Berlin (FU). Seine Facharztausbildung absolvierte er am Klinikum Steglitz. Im Jahr 1977 erwarb er die Approbation und wurde an der FU Berlin promoviert mit der Arbeit Kollagenabbau in Beziehung zur Kollagensynthese bei der Narbenbildung der Haut. Von 1977 bis 1979 war Zeitz Wissenschaftlicher Assistent am Institut für Pharmakologie der FU Berlin. Zeitz war mehrere Jahre Gastwissenschaftler in den USA. Seine Habilitation erfolgte 1989 an der Freien Universität Berlin. 
Im Jahr 1993 wurde er zum außerplanmäßigen Professor an der FU Berlin ernannt. Zeitz war seit 1994 Universitätsprofessor und Leiter der Klinik für Innere Medizin (Schwerpunkt Gastroenterologie / Hepatologie) am Universitätsklinikum des Saarlandes in Homburg. Im Jahr 2001 wechselte er an das Universitätsklinikum Benjamin Franklin der FU Berlin. Von 2006 bis September 2012 war er Ärztlicher Leiter des Zentrums für Magen-, Darm-, Nieren- und Stoffwechselmedizin an der Charité. Zeitz war viele Jahre Sprecher des Fachkollegiums Medizin der Deutschen Forschungsgemeinschaft (DFG) und 2008 Präsident der Deutschen Gesellschaft für Verdauungs- und Stoffwechselkrankheiten e.V. Seit Oktober 2012 war er als Nachfolger von Jörg F. Debatin ärztlicher Direktor und Vorstandsvorsitzender des Universitätsklinikums Hamburg-Eppendorf. Während seiner Amtszeit eröffnete er die Universitären Zentren für Seltene Erkrankungen, Transplantationsmedizin und Neugeborenenmedizin. Sie sollen die Versorgung von Patienten mit seltenen Erkrankungen verbessern.  Im Jahr 2013 wurde er zum Mitglied der Deutschen Akademie der Naturforscher Leopoldina gewählt.
Seine Arbeitsschwerpunkte waren die Betreuung von Patienten mit Lebererkrankungen und Magen-Darm-Krankheiten. Zeitz verstarb nach kurzer, schwerer Krankheit im November 2013 im Alter von 63 Jahren. Er hinterlässt seine Frau und zwei Kinder. Er ist auf dem Waldfriedhof Zehlendorf bestattet.

## Schriften
- Kollagenabbau in Beziehung zur Kollagensynthese bei der Narbenbildung der Haut. Berlin 1977 (Berlin, Freie Universität, Fachbereich 01-03 - Medizin, Dissertation, 1977)